# Sympetrum pedemontanum
Sympetrum pedemontanum (Müller in Allioni, 1766) je vrsta iz familije Libellulidae. Srpski naziv ove vrste je Četvoropegi poljski konjic.

## Opis vrste
Trbuh mužjaka ove vrste je jarkocrven, grudi i oči su braon, a lice crvenkasto. Trbuh ženke je oker, s nešto tamnijim grudima i braon očima. Noge oba pola su potpuno crne. Krila su providna sa crnom trakom preko svakog krila i crvenom pterostigmom. Jedinstvena obojenost krila ovu vrstu lako odvaja od ostalih iz istog roda. Takođe, za razliku od ostalih vrsta iz roda Sympetrum, ovu vrstu viđamo u laganom i lebdećem letu .

## Stanište
Stajaće vode brdsko - planinskog regiona, mala jezera, bare, močvarne livade, bare koje se stvaraju uz plavna područja i sl. Preferira staništa koja su plitka i osunčana sa ne previše gustom vegetacijom. 

## Životni ciklus
Posle parenja ova vrsta jaja polaže u tandemu u plitkoj vodi uz vegetaciju. Razvoj larvi traje oko godinu dana nakon čega se izležu odrasle jedinke. Egzuvije ostavljaju nisko uz vodu ili uz samu obalu na zeljastim biljkama.

## Sezona letenja
Sezona letenja traje od juna do septembra.

## Literatura
- „Banded Darter”. British Dragonfly Society. Архивирано из оригинала 11. 8. 2011. г. Приступљено 23. 8. 2011.

## Spoljašnje veze
- Fauna Europaea